# Regöly

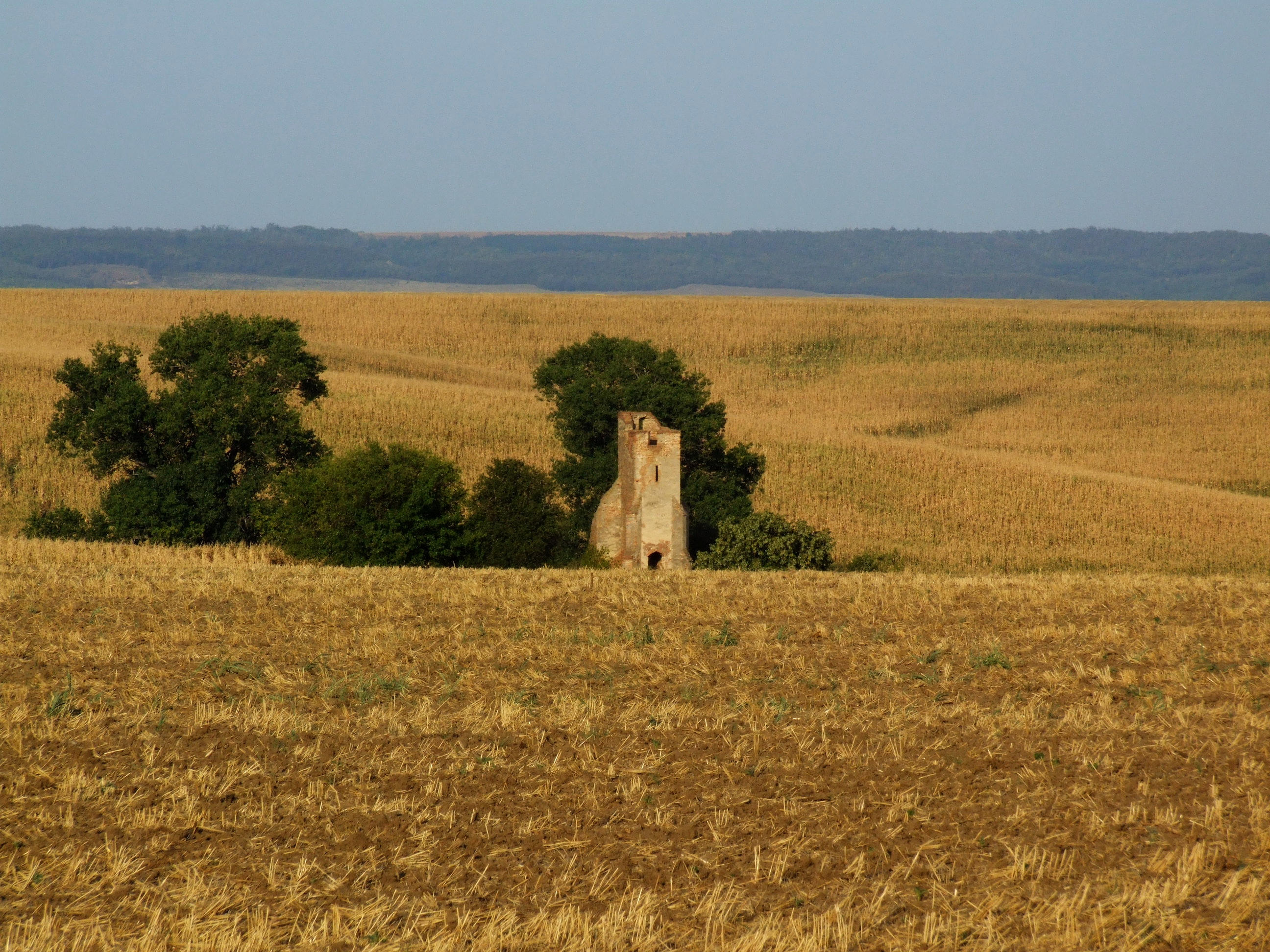
Gótikus templomrom

Regöly község Tolna vármegyében, a Tamási járásban, a Kapos és a Koppány patak összefolyásánál.

## Fekvése
A Kapos völgyében fekszik.
A közvetlenül határos települések: észak felől Pincehely, északkelet felől Belecska és Keszőhidegkút, kelet felől Gyönk, délkelet felől Szárazd, dél felől Hőgyész és Szakály, északnyugat felől pedig Tamási.

### Megközelítése
Központja közúton két irányból közelíthető meg: a 61-es főút pincehelyi szakasza felől Keszőhidegkútig a 6313-as úton, majd onnan a 6318-as úton, vagy Szakály felől, a 65-ös főútról a belterület nyugati széle után 2 kilométerre északnyugatra letérve, szintén a 6318-as úton. Határszélét északon érinti még a 61-es főút is.
A közelben halad el a (Budapest–)Pusztaszabolcs–Pécs-vasútvonal, melynek Regöly megállóhelye szolgálja ki a települést (bár a megállóhely közigazgatásilag hőgyészi területen található); ennek közúti megközelítését a 6318-asból a központban kiágazó 63 317-es út biztosítja.

## Története
Már az őskor óta lakott, később a kelták földvárat emeltek itt, amely egyik legjelentősebb településük központja lett Regöly a La Tène-kultúra leggazdagabb magyarországi lelőhelye. A késő kelta pénzek egy csoportját regölyi típusúnak nevezi a szakirodalom. A sírok tekintetében kiemelkedő az „aranysírként” emlegetett lelőhely. Ez egy alán hercegnőtől származik. Több mint 120 fátyoldíszt (flittert) és különböző arany tárgyakat találtak itt a régészek. A másik kiemelkedő régészeti lelet a földváron belül került elő: egy Árpád-kori templomot és a hozzá tartozó temetőt tártak fel. Bár idő és pénz hiányában nem tárták fel teljesen a templom környékét, előkerült itt néhány, csak szórványként értelmezhető pénz és bronztárgy: 3 Zsigmond-denár, 1 bécsi fillér (Albert 1330-40 között vert pénze), 1 S és 1 bronz végű hajkarika, pártaövek övveretei, bronzkapcsok, bronzgombok, könyvsarok-veret, valamint néhány bizonytalan funkciójú töredék (egyik talán egykori harang letörött fülrésze lehetett). A tárgyak zömét a 18-19. századra datálják. Kovách Aladár feltételezte, hogy itt avar temető is volt késői avar sírokkal, de ez az építkezések és földmunkák során elpusztult.

### Szkíta kori halomsír
A több évtizede ismert kora vaskori, az i.e. 7. század második felére datálható halomsír különlegességét az adja, hogy szerkezetére eddig a Kárpát-medencében nem volt példa, csak több ezer kilométerre, Kazahsztánban találtak hasonlót.
Az építmény egy 13x13 méteres gerendaépület volt, amely valószínűleg nem csak a halott, hanem a temetés előtt különböző szertartások számára is készült. A közösség vezetőjének halálakor feltehetően a fejedelemmel együtt magát az épületet is "eltemették", az építményt körülbelül három méter magasan agyagos földdel körbe hordták, és erősen ledöngölték. Ezután az építményt rituálisan felgyújtották, majd a halmot tovább növelve egy 60 méter átmérőjű, 8-10 méter magas kurgánt építettek rá.
Az ásatás során az egykori központi építmény faszenes rétegeiből szokatlanul nagy mennyiségű, összeégett bronztárgy, ékszer, edény, tükör, fegyvertöredék, kerámiadarab került elő. A fegyverzet maradványai, vas- és bronz pikkelypáncéllemezek, illetve egy nomád harcmodorhoz tartozó, könnyű vascsákány mutatja az itt élt népesség keleti eredetét. Ugyancsak erre utal egy kereszt alakú, lovas kantárhoz tartozó szíjelosztó, amelynek a Kazahsztánban található, az ujgaraki 84-es kurgánból ismerjük párhuzamát.
Számos tárgy a kora vaskori Európához kapcsolja a leletanyagot, több nagy értékű presztízstárgy, például kultikus célra használt füstölőláncok, vékony falú, nagy technikai tudásról árulkodó kerámiák pedig dél felé, az etruszk kultúrára mutatnak.
Az egyetemes kultúrtörténet szempontjából is jelentőséggel bír egy alig négy centiméteres, faragott Janus-ábrázolás. A kétarcú isten kultuszát Rómában a hagyomány szerint az i.e. 8-7. század fordulóján uralkodott Numa Pompilius vezette be; a Regölyben fellelt faragvány valószínűleg a világ legrégebbi Janus-ábrázolása.

## Közélete

### Polgármesterei
| Időszak   | Név                 | Jelölő szervezet(ek) | Megjegyzés                          |
| --------- | ------------------- | -------------------- | ----------------------------------- |
| 1990–1994 | Fehér Kálmán        | független            |                                     |
| 1994–1998 | Fehér Kálmán        | független            |                                     |
| 1998–2002 | Dávid Sándor        | független            |                                     |
| 2002–2006 | Dávid Sándor        | független            |                                     |
| 2006–2010 | Porga Ferenc        | Fidesz               |                                     |
| 2010–2013 | Porga Ferenc        | Fidesz-KDNP          | hivataláról lemondott               |
| 2013–2014 | Kövér István        | független            | Időközi választás: 2013. április 7. |
| 2014–2019 | Kelemen Csaba       | független            |                                     |
| 2019–2024 | Kelemen Csaba       | független            |                                     |
| 2024–     | Budainé Vajk Ildikó | független            |                                     |

## Népesség
A település népességének változása:
| Lakosok száma | 1175 | 1168 | 1156 | 1056 | 991  | 965  | 963  |
|               | 2013 | 2014 | 2015 | 2021 | 2022 | 2023 | 2024 |

A 2011-es népszámlálás során a lakosok 75,2%-a magyarnak, 1,6% németnek mondta magát (24,4% nem nyilatkozott; a kettős identitások miatt a végösszeg nagyobb lehet 100%-nál). A vallási megoszlás a következő volt: római katolikus 54,4%, református 1,6%, evangélikus 0,9%, görögkatolikus 0,2%, felekezeten kívüli 9,2% (33,3% nem nyilatkozott).
2022-ben a lakosság 92,2%-a vallotta magát magyarnak, 2,5% németnek, 2,1% cigánynak, 0,3% románnak, 0,2% lengyelnek, 0,1% görögnek, 0,1% szlováknak, 1,8% egyéb, nem hazai nemzetiségűnek (7,5% nem nyilatkozott; a kettős identitások miatt a végösszeg nagyobb lehet 100%-nál). Vallásuk szerint 46,9% volt római katolikus, 2,7% református, 0,6% evangélikus, 0,3% görög katolikus, 0,1% ortodox, 0,4% egyéb keresztény, 1,1% egyéb katolikus, 15,9% felekezeten kívüli (31,8% nem válaszolt).

## Nevezetességei, szokások
- Pacsmagi halastavak – természetvédelmi terület
- Somolyi templomtorony – Árpád-kori templomrom a falu határában. A somolyi patak két ága által körülfogott földnyelven látható a középkori Somoly falu egyházának maradványa. A település már a kora Árpád-korban is fennállhatott, a régészeti leletek tanúsága szerint, ugyanakkor első írásos említése 1389-ből való. Egy 1542-ből származó adó összeírásban még 23 portával rendelkező kis faluként jegyzik, de később a török hódítás miatt elnéptelenedik.  A  16. század végén ismét felbukkan a neve, immár a török összeírásokban, de később a 17. század elejére ismét elnéptelenedik. Egy 1722-ben készült egyházlátogatási jegyzőkönyv adatai szerint a templom tornya ekkoriban még csaknem teljesen ép volt,  a hozzá tartozó hajó oldalfalai két méter magasan álltak, a szentély viszont teljesen elpusztult. A ma is látható formáját nagy valószínűséggel nem a török pusztítások idején nyerte el, hanem a török kor utáni újratelepülés időszakában hordták el annak tégláit építőanyag gyanánt.[16]
- Malom – a XVIII század első felében épült, ma magántulajdonban van, gazdaságként szolgál, az épületek külső jellegét megőrizve
- Esterházy-kastély, Majsa puszta – az Eszterházy család egykori kastélya, amely a Regöllyel egybeépült Majsa pusztán áll, ma rehabilitációs intézet
- Újszkítia – Régészeti és életmód rekonstrukció, skanzen.Itt megelevenedik az a jó pár ezer év, amit a huszadik századi ember normális körülmények között nem ismerhetne meg: ősi háztípusok, műhelyek, fegyverek, eszközök, kerámiák. A nyári táborok alatt a táborlakók éppúgy gyakorolhatják az ősi tűzgyújtás fortélyát, bőrből készült dolgok, kő és csont eszközök készítését, használatát, kerámiakészítést, és még számos ősi kézműves mesterséget. Gyakorolhatják az íjászatot, a korabeli vadászfegyverek használatát, vagy éppen a “kézzel halfogás”-tól a különböző hálós technikákig terjedő halászat tudományát.[17]
- Falunapok és Pereckalács Fesztivál – minden év júniusában megrendezésre kerülő rendezvény, színes programokkal, veterán gépjármű találkozóval, fellépő táncegyüttesekkel, zenekarokkal, előadóművészekkel.
- Szüreti felvonulás – minden évben ősszel a szüret alkalmából megrendezett felvonulás, feldíszített lovaskocsikkal és helyi népviseletbe öltözött fiatalokkal, este utcabállal.
- Főzőverseny – évente megrendezett egynapos főzőversennyel egybekötött rendezvény
- Lovasnapok – a regölyi lovassport egyesület által kerül megrendezésre minden évben, több kategóriában (főleg póni és kettesfogat hajtásban) tartanak versenyeket.